# 十二大祭
十二大祭（じゅうにたいさい、ロシア語: Двунадесятые праздники, 英語: The Twelve Great Feasts）は、正教会で重要視される12の祭日。
復活大祭（パスハ）は別格として扱われ、十二大祭には数えられず、奉神礼の形式も特別のものが用意されている。
十二大祭の晩祷には徹夜祷が行われ、晩課と早課が合わせて行われ、さらに多油祭（ポリエレイ）が執行される。
移動祭日と固定祭日とがあり、移動祭日は毎年変動する復活大祭と連動して日にちが変わり、固定祭日は月日で固定されている。
- 移動祭日（復活大祭に連動）
  - 聖枝祭、復活大祭（十二大祭に数えられない別格）、升天祭、五旬祭
- 固定祭日
  - 生神女誕生祭、十字架挙栄祭、生神女進堂祭、主の降誕祭、神現祭、迎接祭、生神女福音祭、顕栄祭、生神女就寝祭